# Формула Рено
Вижте пояснителната страница за други значения на Рено.
Формула Рено е името на редица болиди, Рено е най-активният автомобилен производител в моторните спортове. Обикновено в разговорния речник на моторспорт ентусиастите под Формула Рено се има предвид Формула Рено 2.0, докато Формула Рено 3.5 се нарича Световни серии на Рено, а Формула Рено 1.6 обикновено – Формула Кампус.
Формула Рено е шампионат, който води началото си от 1971 година, когато е създаден заедно от Рено и Елф с цел да се обучават млади пилоти, които да се състезават за двете компании. До края на 80-те години шампионатът е само във Франция, но тогава Рено Спорт решава да предприеме офанзива срещу тогавашния лидер Формула Форд. До началото на 2001 година се създават шампионати във всички западноевропейски страни, а от 2006 г. някои от тях са обединени, за да се засили конкуренцията между пилотите. Трудно е да се прецени кой от всичките Формула Рено шампионати е най-силен, конкуренцията се мени всяка година, но победите във всичките западноевропейски шампионати са еднакво ценни. Съществува и Еврокупа, която има за цел да даде представа за съотношението на силите, но обикновено в нея не всички от най-добрите пилоти и отбори могат да вземат участие.

## Болиди

### Шаси
Шасито се произвежда от Татус и отговаря на изискванията за Ф3 от 2000 година. Това е годината, в която е въведено актуалното шаси, но обикновено всяка година Рено Спорт пуска подобрения, които отборите могат да си закупят. Тези подобрения са главно в аеродинамиката, но понякога има и в окачването, електрониката и сигурността.
Болидът трябва да тежи 565 кг с пилота, а аеродинамиката е направена по последните тенденции във Ф1. Също на разположение на младите пилоти е и 8-канална телеметрична система на АйМ, с която младите пилоти да работят върху настройване на шасито и подобряване на карането си.

### Двигател и скоростна кутия
Двигателят идва от Рено Клио и е 2.0 литров, с мощност от 192 к.с. при 6500 об/мин. Електронното управление на двигателя идва от Магнети Марели. Всички двигатели са пломбирани и имат около 5000 км ресурс преди ревизия от Рено Спорт.
Скоростната кутия е 6-степенна, подредена от Садев. Отборите имат на разположение 3 типа предавки за различните трасета – къси, средни и дълги.

### Гуми
Гумите във всички европейски серии на Формула Рено са слик, който се доставя задължително от Мишлен. Това е и най-големият разход на отборите, цената на гумите, нужни за тестове и състезания, са най-голямото перо в бюджета на отбора.

## Състезателен формат
Форматът обикновено варира в зависимост от шампионата, но при всички европейски серии има 1 квалификационна сесия и 2 състезания от по 100 км.

## Скорост
Формула Рено предлага идеалната стъпка на младите пилоти да навлезнат в състезанията с болиди, времената за обиколка на болидите от Формула Рено са сравними с тези на състезателните ГТ автомобили от категорията ГТ2. Болид от Формула Рено е в състояние да ускори от 0 до 160 км/ч за около 4,5 сек. Формула Рено е идеалната категория за подготовка на пилотите преди Формула 3, скоростта в обиколка е само с няколко секунди по-бавна и дава реална представа за Ф3.

## Възпитаници
Огромна част от пилотите във Ф1 са минали през този шампионат. Световният шампион Кими Райконен дори сензационно дебютира директно във Формула 1 от Формула Рено. МакЛарън-Мерцедес и Рон Денис избират най-добрия дебютант в историята на спорта Люис Хамилтън да премине Формула Рено за два и половина сезона. В болшинството си най-добрите съвременни млади пилоти минават през Формула Рено, затова и всяка една програма за подготовка на пилоти има представители именно във Формула Рено.
Българските пилоти Мирослав Петков, Християн Димитров и Симеон Иванов също са участвали в такъв шампионат.

## Участие
Няма ограничение на бройката отбори във Формула Рено, въпреки че на някой стартове е имало по близо 50 пилота. Ограничението идва от финансови съображения, сезон във Формула Рено може да струва както 40 хил. евро (изкл. болида), така и 350 хил. евро. Основно зависи от броя състезания, в които ще се вземе участие заради транспортни разходи и такса участие, но най-вече зависи от броя тестове, които пилота ще проведе с нови гуми.

### Формула Рено 2.0
Европа
- Eurocup Formula Renault 2.0 Архив на оригинала от 2006-04-23 в Wayback Machine. renault-sport.com
- French Formula Renault 2.0 renault-sport.com
- Formula Renault 2.0 UK renaultsport.co.uk
- BARC Formula Renault BARC Архив на оригинала от 2006-04-26 в Wayback Machine. barc.net
  -  BARC Formula Renault renault-sport.uk
- Formula Renault 2.0 Italy Архив на оригинала от 2007-05-21 в Wayback Machine. renaultsportitalia.it
- Formula Renault 2.0 North European Cup(NEC) Архив на оригинала от 2011-12-30 в Wayback Machine. necup.com
  -  Formula Renault 2.0 NEC Архив на оригинала от 2016-04-26 в Wayback Machine. renault-sport.de
- Formula Renault 2.0 Switzerland Архив на оригинала от 2016-03-03 в Wayback Machine. worldseriesbyrenault.ch
- Formula Renault 2.0 Finland rata-sm.fi

Америка
- Formula TR Pro Series formulatr.com (USA)
- Formula Renault 2000 de America Архив на оригинала от 2007-01-11 в Wayback Machine. PanamGPSeries.com (Latin America)
  -  Mexican Formula Renault Championship copacorona.com (former series).

Азия
- Asian Formula Renault Challenge Архив на оригинала от 2012-11-26 в Wayback Machine. frdsports.com
  -  Chinese Formula Renault Архив на оригинала от 2014-07-14 в Wayback Machine. frdsports.com

### Формула Рено 1.6L
Европа
- Formul'Academy[неработеща препратка] autosportacademy.com
- Formula 1.6 Belgium[неработеща препратка] renault-sport.be

Америка
- Formula Renault 1.6 Argentina formulas-argentinas.com.ar
  -  APEFA Архив на оригинала от 2008-04-12 в Wayback Machine. apefa.com.ar
- Formula TR Pro Series formulatr.com (USA)
- Formula Junior 1600 Архив на оригинала от 2007-01-11 в Wayback Machine. PanamGPSeries.com (Latin America)

### Други подобни шампионати с участието на Рено
Европа
- Formumla 2000 Light Архив на оригинала от 2008-03-18 в Wayback Machine. formula2000light.com (2.0L, Italy)

Америка
- Formula Super Renault Argentina Архив на оригинала от 2008-01-13 в Wayback Machine. campfsr.com.ar (2.0L)
- Formula Renault Interprovencial and Plus Архив на оригинала от 2008-02-19 в Wayback Machine. frinterprovincial.com (1.6L, Argentina)